# Willi Meseck
Willi Ernst Meseck (* 17. Oktober 1894 in Berlin; † 10. Oktober 1974 ebenda) war ein deutscher Kommunalpolitiker (SPD).

## Leben
Meseck trat im Jahr 1919 der SPD bei und hatte verschiedene Parteiämter inne. Nach dem Zweiten Weltkrieg (1945) stellte er sich dem Wiederaufbau der Partei zur Verfügung und war langjähriger Vorsitzender der 6. Abteilung des Berliner Kreisverbandes Tiergarten. Außerdem war er langjähriger Kreisverbands-Vorsitzender.
Von 1927 bis 1934 arbeitete Meseck im Bezirksamt Tiergarten. Im Jahr 1934 zwangen ihn die Nationalsozialisten wegen seines Bekenntnisses zur SPD, seinen Arbeitsbereich zu verlassen. Im Jahr 1945 wurde Willi Meseck Bezirksstadtrat. 1953 wurde er als Nachfolger von Fritz Schloß Bezirksbürgermeister des Bezirks Tiergarten. Am 30. Juni 1960 ging er in den Ruhestand.